# Ліга чемпіонів УЄФА серед жінок 2023—2024
Жіноча Ліга чемпіонів УЄФА 2023–24 — двадцять третій розіграш турніру та п'ятнадцятий з моменту перетворення його в Лігу чемпіонів. Титул переможця турніру захистила іспанська «Барселона», яка у фінальному матчі  на стадіоні «Сан-Мамес»  в Більбао перемогла французький «Ліон».

## Учасники турніру
Для визначення кількості учасників турніру від конкретної країни використовувалася таблиця коефіцієнтів національних чемпіонатів: Кожна асоціація, що займала з першого по шосте місце мала по три команди.
Кожна асоціація, що займала з сьомого по шістнадцяте місце мали дві команди, які проходили кваліфікацію.
Усі інші асоціації мали одну команду, які також проходили кваліфікацію.
Оскільки володар титулу попереднього сезону пройшов кваліфікацію через свою національну лігу, у формат відбору було внесено такі зміни: Чемпіони асоціації 4 (Англія) виходять у груповий етап замість раунду 2 (Шлях чемпіонів).
Чемпіони асоціації 7 (Італія) виходять у раунд 2 замість раунду 1 (Шлях чемпіонів).
• «Клаксвік» та «Сараєво» взяли участь в турнірі в рекордний 21-й раз (включно з Кубком УЄФА по жіночому футболу 2009 року). Для «Сараєво» це 21-й виступ поспіль, що теж є рекордом.
• П'ять команд вперше дебютували в єврокубках: «Манчестер Юнайтед», «Кривбас», «Фомгет Генчлик», «ГКС Катовіце» та «Кліфтонвілл».
• Грузинський клуб «Самегрело» раніше грав у турнірі під назвою «Ніке», словенська «Мура» — під назвою «Помур'я», а німецький «Айнтрахт» чотири рази вигравав трофей під назвою «Франкфурт».

## Результати

### Перший кваліфікаційний раунд

#### Шлях чемпіонів
На цій стадії грало 41 команда: чемпіони асоціацій з рейтингами від восьмого і нижче.
Учасники були розбиті на 11 міні-турнірів, переможці яких пройшли у другий раунд, де з'єднались з трьома командами з автоматичними перепусками до цієї стадії. У другому раунді було розіграно сім перепусток у груповий етап.
Півфінальний раунд
| Команда 1        | Рахунок        | Команда 2              |
| ---------------- | -------------- | ---------------------- |
| Ворскла          | 4:3            | Флора                  |
| Сараєво-2000     | 0:4            | Осієк                  |
| Ференцварош      | 2:2 (пен. 1:3) | Кар'ят-Гат             |
| Клуж             | 6:2            | Спартак Міява          |
| Аполлон          | 9:0            | Люботен                |
| Мура             | 0:0 (пен. 4:5) | Самегрело              |
| Спартак Суботіца | 7:0            | Клаксвiк               |
| Кеге             | 1:2            | КуПС                   |
| Бранн            | 5:0            | Локомотив Стара Загора |
| Андерлехт        | 5:0            | ГКС Катовіце           |
| Шимкент          | 0:1            | СФК Рига               |
| Бенфіка          | 8:1            | Кліфтонвілл            |
| Валюр            | 2:1            | Фогмет Генчлик         |
| Влазнія          | 4:2            | Авалія                 |
| Глазго Сіті      | 2:0            | Шелбурн                |
| Гінтра           | 2:0            | Кардіфф Сіті           |
| Брезніца         | 0:1            | Біркіркара             |
| ПАОК             | 6:1            | Расінг Люксембург      |
| Динамо           | 9:0            | Ананій-Ной             |

Фінальний раунд
| Команда 1        | Рахунок        | Команда 2  |
| ---------------- | -------------- | ---------- |
| Ворскла          | 3:0            | Осієк      |
| Клуж             | 0:0 (пен. 4:3) | Кар'ят-Гат |
| Аполлон          | 3:0            | Самегрело  |
| Спартак Суботіца | 2:1            | КуПС       |
| Андерлехт        | 0:3            | Бранн      |
| Бенфіка          | 4:0            | СФК Рига   |
| Влазнія          | 1:2            | Валюр      |
| Глазго Сіті      | 3:0            | Гінтра     |
| Цюріх            | 3:1            | Біркіркара |
| Санкт Пельтен    | 3:0            | ПАОК       |
| Аякс             | 3:0            | Динамо     |

#### Шлях представників ліг
На цій стадії зіграли 16 команд: володарі других місць з асоціацій із рейтингами від сьомого до 16-го та володарі третіх місць з асоціацій із рейтингами від першого до шостого. Учасників було розбито на чотири міні-турніри. У кожному міні-турнірі зіграли чотири команди.
Переможці чотирьох фіналів потрапили до другого раунду, куди шість команд отримали пряму перепустку. У другому раунді було розіграно п'ять путівок до групового етапу.
Півфінальний раунд
| Команда 1 | Рахунок | Команда 2 |
| --------- | ------- | --------- |
| Париж     | 4:0     | «Кривбас» |
| Лінчепінг | 0:3     | Арсенал   |
| Ювентус   | 6:0     | Окжетпес  |
| Айнтрахт  | 1:0     | Словацко  |
| Леванте   | 4:0     | Стьярнан  |
| Твенте    | 6:0     | Штурм     |
| Брондбю   | 0:1     | Селтік    |
| Мінськ    | 1:3     | Волеренга |

Фінальний раунд
| Команда 1 | Рахунок          | Команда 2 |
| --------- | ---------------- | --------- |
| Париж     | 3:3 (пен. 4:2)   | Арсенал   |
| Айнтрахт  | 1:1 (пен. 5:4)   | Ювентус   |
| Твенте    | 3:2              | Леванте   |
| Волеренга | 2:2 (пен. 11:10) | Селтік    |

### Другий кваліфікаційний раунд
В другому раунді були передбачені два шляхи: Шлях чемпіонів (14 команд вели боротьбу за сім путівок у груповому етапі) та Шлях представників ліги (10 команд змагалися за п'ять путівок). Протистояння відбулися із двох матчів (вдома та на виїзді). Переможці пройшли до групового етапу.

#### Шлях чемпіонів
Одинадцять переможців фіналів першого раунду приєдналися до трьох команд, які стартували на цій стадії: чемпіони національних асоціацій на п'ятому, шостому та сьомому місцях у рейтингу.
| Команда 1        | Заг. | Команда 2     | 1-й матч | 2-й матч |
| ---------------- | ---- | ------------- | -------- | -------- |
| Ворскла          | 1:9  | Рома          | 0:3      | 1:6      |
| Цюріх            | 0:8  | Аякс          | 0:6      | 0:2      |
| Спартак Суботіца | 2:7  | Русенгорд     | 1:2      | 1:5      |
| Аполлон          | 0:11 | Бенфіка       | 0:7      | 0:4      |
| Клуж             | 0:11 | Славія        | 0:5      | 0:6      |
| Глазго Сіті      | 0:6  | Бранн         | 0:4      | 0:2      |
| Валюр            | 1:4  | Санкт Пельтен | 0:4      | 1:0      |

#### Шлях представників ліг
Чотири переможці фіналів першого раунду приєдналися до шести команд, які стартували на цій стадії: володарі других місць із асоціацій із рейтингами від першого до шостого. П'ять переможців протистоянь вийшли до групового етапу.
| Команда 1 | Заг. | Команда 2         | 1-й матч | 2-й матч |
| --------- | ---- | ----------------- | -------- | -------- |
| Париж     | 5:3  | Вольфсбург        | 3:3      | 2:0      |
| ПСЖ       | 4:2  | Манчестер Юнайтед | 3:1      | 1:1      |
| Волеренга | 1:5  | Реал Мадрид       | 1:2      | 0:3      |
| Айнтрахт  | 8:0  | Спарта Прага      | 5:0      | 3:0      |
| Геккен    | 4:3  | Твенте            | 2:2      | 2:1      |

### Груповий етап
Для чинних переможців турніру та чемпіонів трьох асоціацій із найвищим рейтингом (франзузький Дивізіон 1, німецька Бундесліга та іспанська Прімера) передбачені прямі путівки.
Оскільки «Барселона», що виграла Лігу чемпіонів, одночасно стала чемпіоном Іспанії — четверта пряма путівка дісталася чемпіону четвертої за рейтингом асоціації (англійська Суперліга).
Таким чином прямі путівки до групового етапу отримали: «Барселона» (ESP, переможець), «Ліон» (FRA), «Баварія» (GER) та «Челсі» (ENG).
До них  приєднались 12 переможців другого раунду: сім клубів зі Шляху чемпіонів (для чемпіонів країн) та п'ять клубів зі Шляху представників ліг (для віце-чемпіонів та володарів третіх місць).

### Група A
| Команда   | І | В | Н | П | ЗМ | ПМ | РМ  | О  |
| --------- | - | - | - | - | -- | -- | --- | -- |
| Барселона | 6 | 5 | 1 | 0 | 27 | 5  | +22 | 16 |
| Бенфіка   | 6 | 2 | 3 | 1 | 9  | 12 | −3  | 9  |
| Айнтрахт  | 6 | 2 | 1 | 3 | 9  | 8  | +1  | 7  |
| Русенгорд | 6 | 0 | 1 | 5 | 3  | 23 | −20 | 1  |

### Група B
| Команда       | І | В | Н | П | ЗМ | ПМ | РМ  | О  |
| ------------- | - | - | - | - | -- | -- | --- | -- |
| Ліон          | 6 | 4 | 2 | 0 | 25 | 5  | +20 | 14 |
| Бранн         | 6 | 4 | 1 | 1 | 9  | 7  | +2  | 13 |
| Славія Прага  | 6 | 1 | 2 | 3 | 1  | 11 | −10 | 5  |
| Санкт Пельтен | 6 | 0 | 1 | 5 | 2  | 14 | −12 | 1  |

### Група C
| Команда | І | В | Н | П | ЗМ | ПМ | РМ | О  |
| ------- | - | - | - | - | -- | -- | -- | -- |
| ПСЖ     | 6 | 3 | 1 | 2 | 10 | 8  | +2 | 10 |
| Аякс    | 6 | 3 | 1 | 2 | 7  | 8  | −1 | 10 |
| Баварія | 6 | 1 | 4 | 1 | 8  | 8  | 0  | 7  |
| Рома    | 6 | 1 | 2 | 3 | 10 | 11 | −1 | 5  |

### Група D
| Команда     | І | В | Н | П | ЗМ | ПМ | РМ  | О  |
| ----------- | - | - | - | - | -- | -- | --- | -- |
| Челсі       | 6 | 4 | 2 | 0 | 15 | 5  | +10 | 14 |
| Геккен      | 6 | 3 | 2 | 1 | 6  | 5  | +1  | 11 |
| Париж       | 6 | 2 | 1 | 3 | 5  | 11 | −6  | 7  |
| Реал Мадрид | 6 | 0 | 1 | 5 | 5  | 10 | −5  | 1  |

### Плей-оф

#### Сітка
|  | Чвертьфінали | Чвертьфінали |           |     | Півфінали | Півфінали |  |  | Фінал | Фінал |
|  |              |              |           |     |           |           |  |  |       |       |
|  |              |              |           |     |           |           |  |  |       |       |
|  |              |              |           |     |           |           |  |  |       |       |
|  | Бранн        | 1:2          |           |     |           |           |  |  |       |       |
|  | Бранн        | 1:2          |           |     |           |           |  |  |       |       |
|  | Барселона    | 3:1          |           |     |           |           |  |  |       |       |
|  | Барселона    | 3:1          | Барселона | 0:1 |           |           |  |  |       |       |
|  |              |              | Барселона | 0:1 |           |           |  |  |       |       |
|  |              | Челсі        | 2:0       |     |           |           |  |  |       |       |
|  | Аякс         | Челсі        | 2:0       | 0:3 |           |           |  |  |       |       |
|  | Аякс         |              |           | 0:3 |           |           |  |  |       |       |
|  | Челсі        | 1:1          |           |     |           |           |  |  |       |       |
|  | Челсі        | 1:1          | Барселона | 2   |           |           |  |  |       |       |
|  |              |              | Барселона | 2   |           |           |  |  |       |       |
|  |              | Ліон         | 0         |     |           |           |  |  |       |       |
|  | Бенфіка      | Ліон         | 0         | 1:2 |           |           |  |  |       |       |
|  | Бенфіка      |              |           | 1:2 |           |           |  |  |       |       |
|  | Ліон         | 4:1          |           |     |           |           |  |  |       |       |
|  | Ліон         | 4:1          | Ліон      | 3:2 |           |           |  |  |       |       |
|  |              |              | Ліон      | 3:2 |           |           |  |  |       |       |
|  |              | ПСЖ          | 2:1       |     |           |           |  |  |       |       |
|  | Геккен       | ПСЖ          | 2:1       | 1:2 |           |           |  |  |       |       |
|  | Геккен       |              |           | 1:2 |           |           |  |  |       |       |
|  | ПСЖ          | 3:0          |           |     |           |           |  |  |       |       |
|  | ПСЖ          | 3:0          |           |     |           |           |  |  |       |       |

#### 1/4 фіналу
Жеребкування 1/4 фіналу відбулося 6 лютого 2024 року в штаб-квартирі УЄФА в Ньоні. Перші матчі відбулись 19 та 20 березня, матчі-відповіді — 26 та 27 березня 2024 року.
| Команда 1 | Заг. | Команда 2 | 1-й матч | 2-й матч |
| --------- | ---- | --------- | -------- | -------- |
| Бранн     | 2:5  | Барселона | 1:2      | 1:3      |
| Аякс      | 1:4  | Челсі     | 0:3      | 1:1      |
| Бенфіка   | 2:6  | Ліон      | 1:2      | 1:4      |
| Геккен    | 1:5  | ПСЖ       | 1:2      | 0:3      |

#### 1/2 фіналу
Жеребкування  відбулося 6 лютого 2024 року в штаб-квартирі УЄФА в Ньоні.
| Команда 1 | Заг. | Команда 2 | 1-й матч | 2-й матч |
| --------- | ---- | --------- | -------- | -------- |
| Барселона | 2:1  | Челсі     | 0:1      | 2:0      |
| Ліон      | 5:3  | ПСЖ       | 3:2      | 2:1      |

### Фінал
Фінал відбувся 25 травня  на стадіоні «Сан-Мамес» в Більбао.
| 25 травня 2024 |

| Барселона                                 | 2:0      | Ліон |
| ----------------------------------------- | -------- | ---- |
| Айтана Бонматі 63' Алексія Путельяс 90+5' | Протокол |      |

| «Сан-Мамес», Більбао Глядачів: 50,827 Арбітр: Ребекка Велч (Англія) |

## Найкращі бомбардири
| Місце | Гравчиня              | Клуб      | Голи | Асисти |
| ----- | --------------------- | --------- | ---- | ------ |
| 1     | Кадідіату Діані       | Ліон      | 8    | 1      |
| 2     | Марі-Антуанетт Катото | Ліон      | 7    | 2      |
| 3     | Айтана Бонматі        | Барселона | 6    | 6      |
| 4     | Сальма Паралуело      | Барселона | 6    | 1      |
| 5     | Каролін Гансен        | Барселона | 5    | 5      |